# ディエゴ・レオン
ディエゴ・バシリオ・レオン・ブランコ（Diego Basilio León Blanco , 2007年4月3日 - ）は、パラグアイ・アルト・パラナ県コロニア・イグアス出身のサッカー選手。プレミアリーグ・マンチェスター・ユナイテッド所属。ポジションはDF。

## クラブ経歴

### セロ・ポルテーニョ
2024年7月にセロ・ポルテーニョのトップチームに昇格。8月2日のプリメーラ・ディビシオンのスポルティーボ・アメリアーノ戦で、プロデビュー戦を先発で出場。更に前半28分にはプロ初ゴールも決めるなど、1-0の勝利に貢献し、鮮烈なデビューを飾る。更に続く9日のクルブ・ヘネラル・ベルナルディーノ・カバジェロ戦でもゴールを決め、同年シーズンはリーグ戦19試合2ゴールを記録。12月には早速マンチェスター・ユナイテッドFCが、レオンの獲得に興味を示していると報じられた。

### マンチェスター・ユナイテッド
2025年7月5日、マンチェスター・ユナイテッドFCに移籍した。